# Prokl
Prokl (Proklus) [prókl], tudi Likej Diadoh (starogrško Πρόκλος ὁ Διάδοχος, latinizirano: Próklos hó Diádohos), grški filozof in matematik, * 8. februar 411, Konstantinopel, (sedaj Istanbul, Turčija), † 17. april 485, Atene, Grčija.

## Življenje in delo
Prokl je bil zadnji poganski znanstvenik, ki je kaj pomenil. Izviral je iz bogate družine. V Aleksandriji je študiral govorništvo, filozofijo in matematiko. Vrnil se je v Konstantinopel in nekaj časa bil uspešen odvetnik. Leta 431 je odšel v Atene študirati na znamenito filozofsko šolo, ki jo je 800 let prej ustanovil Platon. 
Bil je privrženec novoplatonizma, filozofskega sistema, ki je izviral od rimskega filozofa Plotina. Plotin je dve stoletji prej prikrojil Platonov sistem, ko mu je dodal misticizem, da bi se laže kosal z odrešeniškimi vzhodnimi verami, ki so tedaj začenjale prevladovati v Rimskem cesarstvu. To se Plotinu sicer ni posrečilo, vendar so novoplatonične prvine vdrle v krščansko misel, ki je bila končna zmagovalka v tem boju zamisli. V Proklovem času je bilo že nevarno, čeravno še ne pogubno, če si bil pogan. 
Poučeval je na Akademiji v zadnjem stoletju njenega obstoja. Na koncu je bil tudi njen predstojnik. Približno leta 450 so ga za leto dni izgnali iz Aten. 
Njegovo delo lahko razdelimo na dva dela. Z 28. leti je napisal delo Zapiski (Memorandi) o Platonovih delih. V teh delih je analiziral in ponovno ovrednotil Platonovo misel, ki so jo do njegovega časa že dokaj napačno pojasnjevali in popačili.
Drugi del je teološke narave: Theologia Platonica, Chrestomatheia, Hymni, Epigrammata in druge. Zaradi krščanske prisile je znanje grške religije obledevalo. Prokl je poučeval simbolizem grških mitov ter jih skrbno in modro proučeval. Po njegovih besedah je v grških mitih »poroka nerazdružna zveza ustvarjalnih moči«.
Med drugim je tolmačil Ptolemeja in Evklida in v tem je njegov pomen za zgodovino. Omenjal je tudi Apolonijevo delo O cilindrični vijačnici. Plamen znanosti se je zmanjšal v tako slabotno brlenje, da je bil pomemben vsak še tako preprost tolmač, saj je pomenil novo knjigo, ki jo je mogoče videti in ki se bo nemara ohranila.